# シガーライター

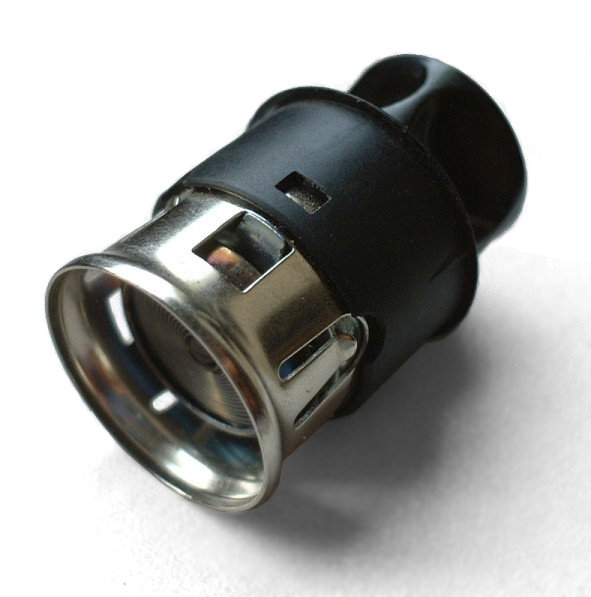
自動車のシガーライター（ソケットから外した状態）

シガーライター (Cigar lighter) とは、タバコ用着火装置（ライター）のこと。現在では自動車に代表される乗り物に装備される電熱式のタバコ着火装置のことを指す。
一般的には葉巻（シガー）よりも紙巻タバコ（シガレット）の着火に用いられることの方が多いため、自動車メーカーによってはシガレットライター（Cigarette lighter）と呼称する。
現在はたばこを自動車で吸うことが少ないためこのシガーライターは使用頻度が低く、現在では装備されていない。
シガーソケットはアクセサリーソケットとして使用され続けている。

## 歴史
マッチやガスなどの可燃物を忌避し、電熱でタバコに着火するライターの着想自体は古い。既に1880年代に、スイス出身でオーストリアで活動した電気技術者フリードリッヒ・ウィルヘルム・シンドラー（Friedrich Wilhelm Schindler 1856 - 1920）が調理等に用いる着火装置として考案、1890年代にはタバコ用ライターへの転用が為されている。これは電源と接続された有線式である。
1950年代後期の夕張炭鉱記録映画には、坑道から地上に上がってきた作業員がタバコをくわえ、壁に取り付けられた箱型の装置の穴にタバコ先端を突っ込んで、その下のスイッチを押して煙草に着火している様子が捉えられており、坑道内のガスを警戒してマッチなど可燃物の構内持ち込みを禁じていた石炭産業の事情をうかがわせる。しかし家庭用、業務用を問わず、固定式の電気シガーライターは、喫煙習慣自体の衰退で21世紀初頭では見られなくなっている。例外として空港の喫煙スペースには電気シガーライター（自動車のシガーライターと同等のもの）が用意されていることがある。これは、ガスライターなどの航空機内への持ち込みが禁止されたことから、手荷物検査後のエリアではライターを所持することが困難だからである。
自動車用に適合するタイプの電熱ライターは、自動車に電動スターターと電気式ヘッドライトが普及し電装機能が充実した1910年代以降の産物で、1921年にアメリカ合衆国で電熱式脱着ライターの最初の特許がとられた記録 がある。実際の普及は遅れ、自動車用としては有線式電熱ライターがやはりアメリカで1920年代中期以降にアフターパーツとして出現、市販されたのが早い。
自動の電熱式脱着シガーライターの普及は1950年代にまで下るが以降の普及は早く、1960年にはアメリカの自動車等関連規格の多くを規定するSAE Internationalによって自動車用シガーライターソケット（のちアクセサリーソケット）の標準規格「SAE J563」（1960年1月1日規定）が規定されている。
現在はたばこを自動車で吸うことが少ないためこのシガーライターは使用頻度が低く、現在では装備されていない車が多い。
シガーソケットはアクセサリーソケットとして使用され続けている。

## 使用法
コイル状に巻かれた電熱線に通電し赤熱させ、タバコに着火させる。
通常はダッシュボードにあるシガーライターソケット（シガーソケット）にはめ込まれた状態である。使用するときにははめ込まれたシガーライターを奥に押し込む。電熱線の赤熱が完了するとバイメタル等により自動的にシガーライターのプッシュボタンが押し戻される。その後、シガーライターソケットから引き抜いてタバコなどの着火に用いる。
シガーライターを外し、シガーライターソケットに他の電気機器などを接続することが可能である。現在ではシガーライターを装備している車種はほとんど無くソケットのみが多数である。ソケットについてはアクセサリーソケットを参照。